# 甲斐翔真
甲斐翔真（日语：甲斐 翔真、1997年11月14日—）是日本东京都出生的男性演员。目前隶属于经纪公司Amuse。

## 演出作品

### 电视剧
- 假面騎士EX-AID（2016年10月2日－2017年8月27日，朝日電視台） - 飾演 帕拉德 / 假面騎士Para-DX（聲）[2]
- 接招吧！那邊的女孩（日语：覚悟はいいかそこの女子。）（2018年6月25日 - 7月23日 / 2018年6月27日 - 7月25日，TBS） - 飾演 澤田惟智也
- 零一獲千金遊戲（日语：ゼロ 一攫千金ゲーム）（2018年7月15日 - 9月16日，日本電視台） - 飾演 梨本
- 豈有此理〜蔦重繁華如夢故事〜（2025年，NHK） - 飾演 長七

### 電影
- 假面騎士平成Generations Dr.Pac-Man對EX-AID&Ghost with 傳說騎士（2016年12月10日，東映） - 飾演 帕拉德
- 假面騎士×超級戰隊 超 超級英雄大戰（2017年3月25日，東映） - 飾演 帕拉德 / 假面騎士Para-DX（聲）
- 劇場版 假面騎士EX-AID True·Ending（2017年8月5日，東映） - 飾演 帕拉德 / 假面騎士Para-DX（聲）
- 寫真甲子園 0.5秒之夏（日语：写真甲子園_THE_MOVIE）（2017年11月11日，BS TBS） - 飾演 椿山翔太
- 假面騎士平成Generations FINAL Build & EX-AID with 傳說騎士（2017年12月9日，東映） - 飾演 帕拉德
- 接招吧！那邊的女孩 （2018年10月12日，東映） - 飾演 澤田惟智也
- 妳在月夜裡閃耀光輝 （2019年3月15日，東寶） - 飾演 香山彰
- 偶然與想像「敞開的大門」（2021年12月17日，Incline） - 飾演 佐佐木

### 網路劇
- 護花野獸（日语：花にけだもの）（2017年10月30日－，FOD、dTV）- 飾演 日吉龍生
- 總有一天，睡著的日子（日语：いつか、眠りにつく日）（2019年3月 - ，FOD）- 飾演 大高蓮

### Original Video
- 假面騎士EX-AID [裏技]假面騎士Genm（2017年1月13日－4月15日） - 飾演 帕拉德
- 假面騎士Snipe Episode ZERO（2017年4月12日） - 飾演 帕拉德
- 假面騎士EX-AID [裏技]假面騎士Para-DX（2017年12月） - 主演 帕拉德 / 假面騎士Para-DX（聲）
- EX-AID Trilogy Another・Ending 假面騎士Para-DX with Poppy（2018年4月11日） - 主演 帕拉德 / 假面騎士Para-DX（聲）（與松田路加雙主演）